# Theogonia (гурт)
«Theogonia» — український death doom-гурт.

## Історія гурту
Гурт «Theogonia» був створений у 2002 році коли четверо давніх друзів вирішили зібратись та пограти багатьом улюблений «death-doom» та одночасно «heavy metal». Місце вокаліста, виконуючого сопрано займав Роман Панько. Але стильових обмежень для гурту не було команда зійшлась на тому, що — це буде суміш «death metal» з «doom`ом». Через деякий час всі погодились, що вокалістом буде Артем Препелиця. В такому складі гурт проіснував до 2008 року.
Влітку 2003 року, підготувавши першопочатковий матеріал, команда підготувалась до виступів. Перший концерт прогримів в рідному місті Сокиряни, після чого гурт залишив хороші враження слухачам. Наступний виступ, після значної перерви, відбувся в 2005 році на фестивалі «Відродження», який відбувався на Соборній площі в центрі міста Чернівці. Гурт зайняв 3 місце.
У 2008 році з гурту пішов Роман Панько, його місце зайняв Олександр Бабленюк. Спочатку гурт називався «The Shadow», але з часом гурт вирішив змінити його на «Тінь». З такою назвою гурт проіснував до 2008 року. 
В тому ж 2008 році в зв'язку зі змінами в складі гурту, та ще деякими факторами, гурт змінює назву на «Theogonia», яку запропонував Віктор Greenxxx, з яким гурт познайомився на виступі в Києві і який допомагає гурту в розвитку.
У 2009 році гурт записує свій перший альбом під назвою «Самотність».
Гурт розпався у 2011 році.

## Склад гурту
- Артем «Artdoom» Препелиця — вокал, гітара
- Олександр Бабленюк — соло, гітара
- Андрій Серебрянський — бас-гітара
- Олександр Вітик — барабани

## Колишні учасники
- Роман Панько — соло-гітара, вокал

## Альбоми
- Самотність (2009)

## Сайти
- Сайт гурту «Theogonia» [Архівовано 4 серпня 2009 у Wayback Machine.]
- http://rock.lviv.ua/?category=5&band=798 [Архівовано 5 березня 2016 у Wayback Machine.]
- http://altrock.at.ua/forum/4-95-1